# Chaingy
Chaingy ist eine französische Gemeinde mit 4081 Einwohnern (Stand: 1. Januar 2022) im Département Loiret in der Region Centre-Val de Loire; sie gehört zum Arrondissement Orléans und zum Kanton Meung-sur-Loire. Die Einwohner werden Cambiens genannt.

## Geographie
Chaingy liegt etwa 10 Kilometer westlich von Orléans an der Loire. Umgeben wird Chaingy von den Nachbargemeinden Bucy-Saint-Liphard im Norden, La Chapelle-Saint-Mesmin im Osten, Saint-Pryvé-Saint-Mesmin im Südosten, Mareau-aux-Prés im Süden, Saint-Ay im Südwesten sowie Huisseau-sur-Mauves im Westen.
Der Bahnhof von Chaingy liegt an der Bahnstrecke Paris–Bordeaux. Durch die Gemeinde führt die Autoroute A 10.

## Bevölkerungsentwicklung
| Jahr      | 1962 | 1968 | 1975 | 1982 | 1990 | 1999 | 2006 | 2011 | 2018 |
| Einwohner | 1466 | 1574 | 1896 | 2562 | 2641 | 2859 | 3316 | 3545 | 3775 |

## Sehenswürdigkeiten
- Kirche Saint-Symphorien, im einfachen romanischen Stil gehalten, beherbergt Reliquien der Heiligen Symphorius und Sebastianus
- Empfangsgebäude des Bahnhofs
- Das Loiretal genießt den Schutz des UNESCO-Welterbes

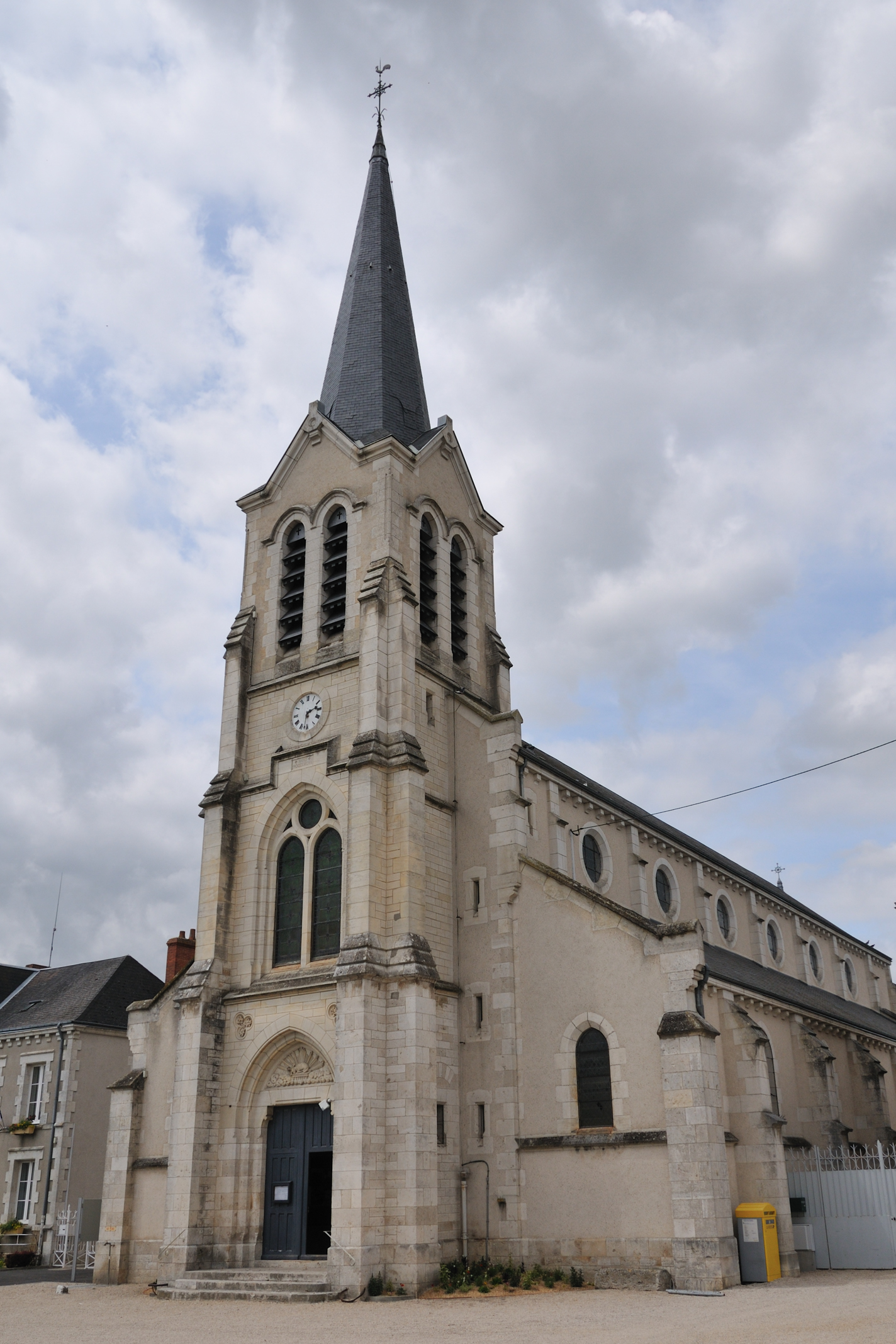
Kirche Saint-Symphorien

## Gemeindepartnerschaft
Mit der italienischen Gemeinde Rocca San Giovanni in der Provinz Chieti (Abruzzen) besteht seit 1999 eine Partnerschaft.